# Podróż apostolska Jana Pawła II do Chorwacji (2003)
100. podróż apostolska Jana Pawła II – odbyła się 5–9 czerwca 2003 roku. Papież odwiedził Chorwację.
Głównym celem wizyty była beatyfikacja pierwszej w dziejach Chorwatki Marii od Jezusa Ukrzyżowanego Petković.
Jan Paweł II przybył z poparciem dla integracji Chorwacji z Unią Europejską oraz ze wsparciem dla procesu ekumenicznego pomiędzy katolikami i prawosławnymi. Hasłem pielgrzymki było „Rodzina drogą Kościoła i narodu” i podczas pielgrzymki papież podkreślał rolę rodziny opartej na trwałym związku kobiety i mężczyzny.

## Program pielgrzymki
Przebieg pielgrzymki był następujący:

### 5 czerwca 2003
- powitanie przez Konferencję Episkopatu Chorwacji, prezydenta Chorwacji Stjepana Mesica oraz przedstawicieli władz państwowych na lotnisku na wyspie Krk
- podróż katamaranem do Rijeki
- powitanie przez władze miejskie w Rijece
- spotkanie z prezydentem Chorwacji Stjepanem Mesicem w seminarium duchownym w Rijece

### 6 czerwca 2003
- msza beatyfikacyjna Marii od Jezusa Ukrzyżowanego Petković z udziałem 50.000 osób oraz świadka cudu przypisywanego błogosławionej porucznika Rogerz Luisa Cotriny Alvarada w katastrofie okrętu podwodnego typu Balao BAP „Pacocha”[6][7] w porcie w Dubrowniku
- obiad z biskupami chorwackimi w pałacu biskupim w Dubrowniku
- spotkanie z wiernymi na zniszczonej działaniami wojennymi starówce przed kościołem św. Błażeja w Dubrowniku

### 7 czerwca 2003
- msza w intencji ofiar wojny z udziałem 300.000 osób oraz raz prawosławnego metroplitą zagrzebsko-lublańskim Jana na lotnisku w Osijeku
- spotkanie z przedstawicielami innych Kościołów i wspólnot wyznaniowych Chorwacji
- modlitwa z wykładowcami i alumnami seminarium duchownego w katedrze św. Piotra w Đakovie w Đakovie
- msza z udziałem 200.000 osób na placu Delty w Rijece
- spotkanie z członkami Konferencji Episkopatu Chorwacji w seminarium duchownym w Rijece
- spotkanie z premierem Chorwacji Ivicą Račanem w seminarium duchownym w Rijece
- modlitwa przed wizerunkiem Matki Bożej Królowej Adriatyku w bazylice mniejszej Błogosławionej Maryi Dziewicy w Trsat
- modlitwa przed katedrą św. Wita w Rijece
- msza w seminarium duchownym w Rijece
- liturgia godzin z udziałem 100.000 osób na placu Forum przed katedrą św. Anastazji w Zadarze
- pożegnanie z udziałem prezydenta Stjepana Mesica, premiera Ivicy Račana na lotnisku w Zadarze